# Hrvatski malonogometni kup 2008./09.
Hrvatski malonogometni kup za sezonu 2008./09. je osvojio Nacional iz Zagreba.

## Rezultati

### Prvi krug (šesnaestina završnice)
| klub1                 | rez. | klub2                  |
| --------------------- | ---- | ---------------------- |
| Domino Rijeka         | 4:2  | Adriacink Split        |
| Skripta Osijek        | 10:2 | Petrinjčica (Petrinja) |
| Mursa Osijek          | 3:4  | Kijevo Knin            |
| Zagreb 92             | 9:0  | Porto Tolero Ploče     |
| Histria Sport Banjole | 0:3  | Potpićan 98            |
| Novi Marof            | 2:4  | Auto Krešo Krapina     |
| Murter                | 7:1  | Zagreb 1               |

### Osmina završnice
| klub1              | rez.      | klub2                        |
| ------------------ | --------- | ---------------------------- |
| Kijevo Knin        | 3:1, 5:3  | Sokoli Samobor               |
| Potpićan 98        | 4:0, 6:2  | Square Dubrovnik             |
| Auto Krešo Krapina | 5:2, 4:3  | Lika Šport Gospić            |
| Murter             | 4:7, 1:8  | Mejaši Split                 |
| Vrgorac            | 5:3, 1:6  | Uspinjača Zagreb             |
| Zagreb 92          | 0:3, 0:3  | Nacional Zagreb              |
| Skripta Osijek     | 9:3, 3:0  | Orkan Profectus Zagreb       |
| Domino Rijeka      | 1:10, 0:3 | Brodosplit Inženjering Split |

### Četvrtzavršnica
| klub1              | rez.     | klub2                        |
| ------------------ | -------- | ---------------------------- |
| Kijevo Knin        | 1:0, 0:2 | Mejaši Split                 |
| Skripta Osijek     | 5:2, 0:5 | Brodosplit Inženjering Split |
| Auto Krešo Krapina | 2:2, 1:7 | Nacional Zagreb              |
| Potpićan 98        | 1:4, 6:2 | Uspinjača Zagreb             |

### Završni turnir
igran u Potpićanu 24. i 25. travnja 2009.
| klub1                        | rez.          | klub2           |
| poluzavršnica                | poluzavršnica | poluzavršnica   |
| ---------------------------- | ------------- | --------------- |
| Brodosplit Inženjering Split | 3:3 (5:4 pen) | Mejaši Split    |
| Potpićan 98                  | 5:6           | Nacional Zagreb |
|                              |               |                 |
| za 3. mjesto                 |               |                 |
| Mejaši Split                 | 4:6           | Potpićan 98     |
|                              |               |                 |
| za pobjednika                |               |                 |
| Brodosplit Inženjering Split | 1:6           | Nacional Zagreb |

## Poveznice
- Prva hrvatska malonogometna liga 2008./09.
- Druga hrvatska malonogometna liga 2008./09.